# Christel Steffin
Christel Steffin   (Hohennauen, 4 d'abril de 1940), coneguda també pel seu nom de casada Christel Schulz'', és una nedadora alemanya, especialista en estil lliure, que va competir per la República Democràtica Alemanya i d.
El 1956 va prendre part en els Jocs Olímpics d'Estiu de Melbourne, on quedà eliminada en sèries en la prova dels 100 metres lliures del programa de natació. Quatre anys més tard, als Jocs de Roma, guanyà la medalla de bronze en la prova dels 4x100 metres lliures, formant equip amb Heidi Pechstein, Gisela Weiss i Ursula Brunner.
En el seu palmarès també destaquen cinc campionats nacionals dels 100 metres lliures de la República Democràtica Alemanya, el 1955, 1956, 1957, 1959 i 1960, i el dels 400 metres lliures de 1957 i 1959.
Steffin continua competint en categoria màster, amb nombroses victòries tan a nivell nacional com internacional.